# Донская Нива
Донска́я Ни́ва — посёлок в Тарасовском районе Ростовской области.
Входит в состав Тарасовского сельского поселения.

## История
Для изучения и в целях начала собственной селекции сортов различных европейских культур, в том числе и колосовых, в 1885 году в посёлке было создано Полтавское опытное поле, а через год была открыта Шатиловская опытная станция. В 1903 году появилось Опытное поле Московского СХИ. В 1904 году Донецким сельскохозяйственным обществом создается Донецкое опытное поле (позже — Северо-Донецкая сельскохозяйственная опытная станция).

## Население
В посёлке проживают православные и мусульмане.
| 2010 |
| ---- |
| 530  |

## Улицы
| - ул. Молодёжная, - ул. Новая, - ул. Парковая, - ул. Северная, - ул. Стадионная, \| valign="top" \| - ул. Степная, - ул. Центральная, - ул. Школьная, - ул. Южная. |

## Археология
Вблизи посёлка находятся памятники археологии Тарасовского района, состоящих на государственной охране:
- курганные группы «Донская Нива», «Донская Нива I», «Донская Нива II»,
- стоянки «Донская Нива I», «Донская Нива II», «Донская Нива III».